# دلارس اریوردن
دلارس مری آیلین اریوردن (انگلیسی: Dolores Mary Eileen O'Riordan؛ زادهٔ ۶ سپتامبر ۱۹۷۱ - درگذشتهٔ ۱۵ ژانویه ۲۰۱۸) خواننده-ترانه‌سرا و موسیقی‌دان اهل ایرلند بود. او که بیشتر به‌عنوان خوانندهٔ گروه آلترنتیو راک کرنبریز شناخته شده یکی از زنان شاخص موسیقی آلترنتیو راک در اوایل دههٔ ۹۰ میلادی بود.
اریوردن از هجده سالگی تا زمان مرگش به‌عنوان خواننده در گروه کرنبریز حضور داشت که حاصل آن آلبوم‌های شاخصی همچون دیگران انجامش می‌دهند، پس چرا ما نتوانیم؟ (۱۹۹۳) و نیازی به استدلال نیست (۱۹۹۴) و فروش بیش از ۴۰ میلیون نسخه از آثارشان بود. همکاری او با کرنبریز از سال ۲۰۰۳ تا ۲۰۰۹ با وقفه مواجه شد. در آن سال‌ها او دو آلبوم شخصی با نام‌های داری گوش می‌دی؟ (۲۰۰۷) و بی بار و بنه (۲۰۰۹) منتشر کرد.
از ویژگی‌های اریوردن صدای متزوسوپرانو و تحریرهای لطیف و خوش نوایش بود. سبک آوازخوانی او متأثر از موسیقی سلتیک بود که گاهی اوقات با یودلینگ و لهجهٔ غلیظ لیمرکی همراه می‌شد؛ چیزی که سعی در پنهان کردنش نداشت. او به‌واسطهٔ دستاورهایش در صنعت موسیقی، به نماد افتخار ایرلند و ایرلندی‌های دور از وطن تبدیل شده بود. یونا مولالی در نیویورک تایمز تعیین میزان تأثیر اریوردن بر زنان جوان ایرلندی را دشوار توصیف کرده‌است.
اریوردن در فصل ۲۰۱۳/۱۴ برنامهٔ استعدادیابی the voice of ireland به عنوان داور حضور داشت.

## سال‌های آغازین
اریوردن که کوچکترین فرزند بین هفت خواهر و برادرش بود از ۱۲ سالگی ترانه نوشتن را آغاز کرد. خانوادهٔ او سختگیر بودند به‌شکلی که در دوران نوجوانی اجازه نداشت آرایش کند یا لباسهایی را که دوست داشت بخرد. او در مصاحبه‌ای با آیریش تایمز توضیح داده که چگونه سر صحنهٔ عکاسی با کرنبریز، با پوشیدن یک جفت پوتین دکتر مارتنز ناگهان احساس کرده که یک دختر مستقل است.

## همکاری با جت‌لَگ
در آوریل سال ۲۰۱۴ اریوردن به گروه جت‌لَگ که بعداً به د.ا.ر.ک. تغییر نام داد پیوست.

## درگذشت
اریوردن در روز ۱۵ ژانویه ۲۰۱۸ در سن ۴۶ سالگی در حالی که برای ضبط آهنگی در هتل هیلتون لندن اقامت داشت بر اثر خفگی در وان حمام درگذشت. مایکل دی هیگینز رئیس‌جمهور ایرلند یکی از اولین افرادی بود که درگذشت او را تسلیت گفت.